# Ultimate Play the Game
阿什比电脑与图形有限公司，商号Ultimate Play the Game，英国已结业电子游戏开发商、发行商，由原街机游戏开发者蒂姆·斯坦珀和克里斯·斯坦珀建立于1982年。1987年结业。